# スティーブン・スミス
スティーブン・スミス（Stephen Smith, 1985年7月22日 - ）は、イギリス・リヴァプール出身のプロボクサー。兄は世界挑戦を2度経験しているポール・スミス。弟は第11代世界ボクシング機構 (WBO) 世界スーパーウェルター級王者リアム・スミス。

## 経歴

### フェザー級
2008年6月21日、プロデビューを果たし、3回2分43秒TKO勝ちを収めた。
2009年5月22日、ゾルト・ナギーと対戦し、6回60-53の判定勝ちを収めた。
2010年9月4日、グラスゴーのケルヴィン・ホールでコモンウェルスイギリス連邦フェザー級王者ジョン・シンプソンと対戦し、12回2-1（116-112、114-116、116-114）の判定勝ちを収め王座獲得に成功した。2011年4月27日、英国ボクシング管理委員会 (BBBofC) 英国フェザー級王者のシンプソンと7か月ぶりに対戦し、12回2-0（115-114、118-112、114-114）の判定勝ちを収め王座獲得に成功した。
2011年9月27日、後の国際ボクシング連盟 (IBF) 世界フェザー級王者リー・セルビーと対戦し、8回2分4秒TKO負けを喫しBBBofC英国王座とコモンウェルス王座の初防衛に失敗し、王座から陥落した。

### スーパーフェザー級
2012年3月2日、ベン・ジョーンズとWBOインターコンチネンタルスーパーフェザー級王座決定戦を行い、初回1分24秒TKO勝ちを収め王座獲得に成功した。
2013年8月17日、BBBofC英国スーパーフェザー級王者ゲーリー・バックランドと対戦し、5回1分14秒KO勝ちを収めBBBofC英国王座の2階級制覇を達成した。
2013年11月23日、マンチェスター・アリーナでセルヒオ・マヌエル・メディナと世界ボクシング評議会 (WBC) インターナショナルスーパーフェザー級シルバー王座決定戦を行い、8回2分39秒KO勝ちを収め王座獲得に成功した。
2014年5月21日、マウリシオ・ムニョスとWBC世界スーパーフェザー級シルバー王座決定戦を行い、8回終了時ムニョスの棄権によるTKO勝ちを収め、王座獲得に成功した。
2015年9月19日、デビス・ボスキエロと対戦し6回2分45秒TKO勝ちを収めた。
2016年3月3日、IBF世界スーパーフェザー級王者ホセ・ペドラザとスミスとの間で入札が行われ、ペドラザ陣営のディベイラ・エンターテインメントが15万ドルで落札した。交渉は90日間（6月3日まで）でファイトマネーの分配はペドラザが75%（11万2500ドル）、スミスが25%（3万7500ドル）となった。なおマッチルーム・スポーツは入札に参加しなかった。4月16日、コネチカット州レッドヤードのフォックスウッズ・リゾート・カジノ内にあるMGMグランド・アット・フォックスウッズにてゲーリー・ラッセル・ジュニア対パトリック・ハイランドの前座で、IBF世界スーパーフェザー級王者のペトラザと対戦し、9回にダウンを奪われ12回0-3（2者が111-116、110-117）の判定負けを喫し王座獲得に失敗した。
2016年5月29日、ダニエル・エドゥアルド・ブリズエラとWBC世界スーパーフェザー級シルバー王座決定戦を行い、7回2分59秒TKO勝ちを収め王座を再獲得した。
2016年11月12日、モンテカルロのモンテカルロ・スポーティングにあるサル・デゼトワールでWBA世界スーパーフェザー級王者ジェイソン・ソーサと対戦し、12回0-3（111-116、110-117、112-116）の判定負けを喫し王座獲得に失敗した。

### ライト級
2017年12月9日、ラスベガスのミケロブ・ウルトラ・アリーナでフランシスコ・バルガスとWBC世界スーパーフェザー級2位決定戦を行い、9回1分31秒3-0（83-88×2、82-89）の負傷判定負けを喫しミゲール・ベルチェットへの挑戦権獲得に失敗した。

## 獲得タイトル
- コモンウェルスイギリス連邦フェザー級王座
- BBBofC英国フェザー級王座
- WBOインターコンチネンタルスーパーフェザー級王座
- BBBofC英国スーパーフェザー級王座
- WBCインターナショナルスーパーフェザー級シルバー王座
- WBC世界スーパーフェザー級シルバー王座